# Andrija Komadina
Andrija Komadina (Šibenik, 23. studenoga 1977.), hrvatski vaterpolist. Igrao na mjestu braniča. Trenutnačno igra za VK Solaris Šibenik. Sudjelovao na ovim velikim natjecanjima: Sredozemnim igrama 2001. i SP 2005. (4. mjesto). Visok je 196 cm i težak 110 kg.

## Vanjske poveznice
- Facebook